# Chantal Serre
Pour les articles homonymes, voir Serre.
Chantal Serre-Meyer (née le 28 août 1950 à Chaumont et morte le 26 mai 2015 dans la même ville) est une footballeuse internationale française, qui joue au poste de défenseur.

## Biographie
Elle évolue en club au Stade de Reims de 1971 à 1973,.
Elle fait partie de l'équipe de France participant à la Coupe du monde 1971 organisée au Mexique, bien qu'elle n'y joue aucun match. Elle compte en tout deux sélections en équipe de France, de 1971 à 1972.
| Sélections de Chantal Serre | Sélections de Chantal Serre | Sélections de Chantal Serre | Sélections de Chantal Serre | Sélections de Chantal Serre | Sélections de Chantal Serre | Sélections de Chantal Serre | Sélections de Chantal Serre | Sélections de Chantal Serre |
| Sel.                        | Date                        | Lieu                        | Adversaire                  | Résultat                    | Compétition                 | Temps de jeu                | Temps de jeu                | But                         |
| --------------------------- | --------------------------- | --------------------------- | --------------------------- | --------------------------- | --------------------------- | --------------------------- | --------------------------- | --------------------------- |
| 1er                         | 28 novembre 1971            | Udine, Italie               | Italie                      | 2-2                         | Match amical                | titulaire                   | 48 min                      | 0                           |
| 2e                          | 4 mai 1972                  | Bâle, Suisse                | Suisse                      | 2-2                         | Match amical                | titulaire                   | 70 min                      | 0                           |